# Bibiana Lucas
Bibiana Lucas es una política venezolana, actualmente diputada suplente de la Asamblea Nacional por el estado Guárico. En 2021 presidió la Comisión Investigadora de la compañía Monómeros.

## Carrera
Bibiana fue electa como diputada suplente por la Asamblea Nacional por el estado Guárico para el periodo 2016-2021 en las elecciones parlamentarias de 2015, en representación de la Mesa de la Unidad Democrática (MUD). El 12 de octubre de 2021 Lucas fue designada por la Comisión Delegada Legislativa de la Asamblea como presidente de la Comisión Investigadora de Monómeros, la cual se trasladó a Colombia para evaluar la situación de la compañía. El 28 de octubre Bibiana presentó un resumen del informe de 53 páginas de las conclusiones de la comisión parlamentaria en una rueda de prensa virtual.